# محطة سكة حديد وارك وورث
محطة سكة حديد (وارك وورث) هي محطة سكة الحديد الواقعة في قرية (وارك وورث)، نورثمبرلاند، إنجلترا مِنْ عام 1847 إلى عام 1962 على خَط الساحل الشرقي الرئيسي.
افتتحت المحطة في 1 يوليو 1847م وأُنجزت بواسطة شركة (York, Newcastle and Berwick Railway). تقع المحطة شمال محطة (Station Road level) قرب طاحونة (هونديان). تحتوي المحطة على تحويلتين الأولى لمستودع الفحم جنوب رصيف المسافرين بالجانب العلوي بينما سقيفة السلع كانت شمال الرصيف، أيضاً في الجانب العلوي . وتحويلتين جنوب رصيف المسافرين في الجانب السفلي خصصتا لسفن الماشيةَ. كانت هذه المحطة من المحطات التي بقيت مفتوحِة بين عامي 1941 م و1946 م. في 1951 م، باعت المحطة (1,023) تذكرة فقط، بمعدل ثلاث تذاكر في اليوم. في 15 سبتمبر 1958 م أغلقت المحطة أمام المسافرين، وأغلقت نهائيا بعد أَن توقفت حركة البضائع في الثاني من أبريل 1962م. مبنى المحطة ما زال قائما كبناء من الدرجة الثانية، يستعمل حالياً للإسكان الخاص.